# Roman Codreanu
Roman Codreanu (Vața de Jos, Rumania, 17 de noviembre de 1952-26 de mayo de 2001) fue un deportista rumano especialista en lucha grecorromana donde llegó a ser medallista de bronce olímpico en Montreal 1976.

## Carrera deportiva
En los Juegos Olímpicos de 1976 celebrados en Montreal ganó la medalla de bronce en lucha grecorromana de pesos de más de 100 kg, tras el luchador soviético Alexander Kolchinsky (oro) y el búlgaro Aleksandar Tomov (plata).